# Tân Phú, Tam Bình
Tân Phú là một xã cũ thuộc huyện Tam Bình, tỉnh Vĩnh Long, Việt Nam.

## Địa lý
Xã Tân Phú có diện tích 18,58 km², dân số năm 1999 là 8.461 người, mật độ dân số đạt 455 người/km².

## Hành chính
Xã Tân Phú được chia thành 6 ấp: Phú Long, Phú Mỹ, Phú Nghĩa, Phú Thành, Phú Thọ, Phú Yên.